# A Vikingek epizódjainak listája
A Vikingek első évada 2013. március 3-án indult Kanadában a History csatornán. A csatorna bejelentette hogy a 6. évaddal végleg befejeződik a sorozat. Az utolsó évad második felét egyben tették fel a Prime Video streaming szolgáltatásra. Magyarországon az első kettő évadot a Viasat 3 kezdte sugározni 2013. szeptember 13-án, a 3-4. évadot a Viasat 6 sugározta és az 5. évadot már az RTL Spike vette át.

## Évadáttekintés
| Évad | Évad | Részek száma | Részek száma       | Eredeti sugárzás   | Eredeti sugárzás  | Eredeti adó | Magyar sugárzás      | Magyar sugárzás      | Magyar adó |
| Évad | Évad | Részek száma | Részek száma       | Évadbemutató       | Évadzáró          | Eredeti adó | Évadbemutató         | Évadzáró             | Magyar adó |
| ---- | ---- | ------------ | ------------------ | ------------------ | ----------------- | ----------- | -------------------- | -------------------- | ---------- |
|      | 1    | 9            | 9                  | 2013. március 3.   | 2013. április 28. | History     | 2013. szeptember 13. | 2013. szeptember 27. | Viasat 3   |
|      | 2    | 10           | 10                 | 2014. február 27.  | 2014. május 1.    | History     | 2014. augusztus 29.  | 2014. szeptember 3.  | Viasat 3   |
|      | 3    | 10           | 10                 | 2015. február 19.  | 2015. április 23. | History     | 2015. szeptember 5.  | 2015. szeptember 20. | Viasat 6   |
|      | 4    | 20           | 20                 | 2016. február 18.  | 2017. február 1.  | History     | 2016. december 2.    | 2017. július 8.      | Viasat 6   |
|      | 5    | 20           | 20                 | 2017. november 29. | 2019. január 30.  | History     | 2019. január 23.     | 2019. március 27.    | RTL Spike  |
|      | 6    | 20           | 10                 | 2019. december 4.  | 2020. február 5.  | History     | TBA                  | TBA                  | TBA        |
| 10   | 6    | 20           | 2020. december 30. | 2020. december 30. | Prime Video       | TBA         | TBA                  | TBA                  |            |

## Első évad (2013)
| Sor. | Év. | Cím                                   | Rendező         | Író           | Premier                                | Nézettség   |
| --- | --- | ------------------------------------- | --------------- | ------------- | -------------------------------------- | ----------- |
| 1. | 1.  | Az átkelés (Rites of Passage)         | Johan Renck     | Michael Hirst | 2013. március 3. 2013. szeptember 13.  | 6,21 millió |
| Haraldson jarl vészjósló figyelmeztetése ellenére Ragnar Lothbrok úgy dönt, nyugatra hajózik, hogy új világokat és lehetőségeket fedezzen fel.                 |     |                                       |                 |               |                                        |             |
| 2. | 2.  | Észak haragja (Wrath of the Northmen) | Johan Renck     | Michael Hirst | 2013. március 10. 2013. szeptember 13. | 4,62 millió |
| Miközben Ragnar és legénysége első nyugati útjára készül, a dühös Haraldson jarl bosszút esküszik engedetlenségük miatt.                                       |     |                                       |                 |               |                                        |             |
| 3. | 3.  | A kisemmizett (Dispossessed)          | Johan Renck     | Michael Hirst | 2013. március 17. 2013. szeptember 13. | 4,83 millió |
| Miután a vikingek sikeresen véghezvitték első támadásukat Anglia ellen, Ragnar szokatlan jutalmat választ, Haraldson pedig kitalálja, hogy kerülhet fölénybe.  |     |                                       |                 |               |                                        |             |
| 4. | 4.  | A tárgyalás (Trial)                   | Ciarán Donnelly | Michael Hirst | 2013. március 24. 2013. szeptember 20. | 4,54 millió |
| Lagerthával karöltve Ragnar kifosztja az angol Hexam városát, és a harcosok visszatértekor ádáz tette miatt szembe kell néznie Haraldson dühével.              |     |                                       |                 |               |                                        |             |
| 5. | 5.  | A rajtaütés (Raid)                    | Ciarán Donnelly | Michael Hirst | 2013. március 31. 2013. szeptember 20. | 4,74 millió |
| Haraldson üldözési mániájától vezérelve megtámadja Ragnart, és miután épphogy megmenekült, Ragnarnak választania kell a száműzetés és a halálos párbaj között. |     |                                       |                 |               |                                        |             |
| 6. | 6.  | A temetés (Burial of the Dead)        | Ciarán Donnelly | Michael Hirst | 2013. április 7. 2013. szeptember 20.  | 3,31 millió |
| Ragnar nem tudja figyelmen kívül hagyni a testvére megkínzását, így aztán, bár még mindig gyenge, halálig tartó párbajra hívja ki Haraldsont.                  |     |                                       |                 |               |                                        |             |
| 7. | 7.  | A váltságdíj (A King's Ransom)        | Ken Girotti     | Michael Hirst | 2013. április 14. 2013. szeptember 27. | 3,42 millió |
| Ragnar és az emberei a szász Aelle király serege ellen harcolnak. A békekötésre irányuló próbálkozásokat mindkét oldalon árulások teszik kockára.              |     |                                       |                 |               |                                        |             |
| 8. | 8.  | Áldozat (Sacrifice)                   | Ken Girotti     | Michael Hirst | 2013. április 21. 2013. szeptember 27. | 3,85 millió |
| Az isteneknek hálát adó, hagyományos zarándoklaton Ragnar, Lagertha és Athelstan az önmagukhoz és egymáshoz való hűség kérdésével viaskodik.                   |     |                                       |                 |               |                                        |             |
| 9. | 9.  | Változások (All Change)               | Ken Girotti     | Michael Hirst | 2013. április 28. 2013. szeptember 27. | 3,58 millió |
| Mig Ragnar a király nevében diplomáciai küldetésre indul, Rollo más szövetségeshez pártol, Lagertha pedig a falut sújtó halálos járvánnyal küzd.               |     |                                       |                 |               |                                        |             |

## Második évad (2014)
| Sor. | Év. | Cím                                  | Rendező         | Író           | Premier                               | Nézettség   |
| --- | --- | ------------------------------------ | --------------- | ------------- | ------------------------------------- | ----------- |
| 10. | 1.  | Fivérek háborúja (Brother's War)     | Ciarán Donnelly | Michael Hirst | 2014. február 27. 2014. augusztus 29. | 3,56 millió |
| Ragnar és Horik király seregének Borg jarl ellen vívott háborúja testvért testvér ellen fordít Aslaug hercegnő Kattegatba látogat, és meglepetést is visz magával.       |     |                                      |                 |               |                                       |             |
| 11. | 2.  | A hadjárat (Invasion)                | Ciarán Donnelly | Michael Hirst | 2014. március 6. 2014. augusztus 29.  | 3,20 millió |
| Szokatlan szövetség kovácsolódik a közös cél érdekében, ami nem más, mint Anglia kifosztása. A vihar veszélyes helyre sodorja Ragnart és hajóit.                         |     |                                      |                 |               |                                       |             |
| 12. | 3.  | Árulás (Treachery)                   | Ken Girotti     | Michael Hirst | 2014. március 13. 2014. augusztus 29. | 3,38 millió |
| Ecbert királynak újfajta ellenséggel kell szembenéznie. Ragnar versenybe száll a Nyugat feletti hatalomért, de Borg jarinak más tervei vannak Kattegat jövőjét illetően. |     |                                      |                 |               |                                       |             |
| 13. | 4.  | Szemet szemért (Eye For an Eye)      | Ken Girotti     | Michael Hirst | 2014. március 20. 2014. szeptember 3. | 3,31 millió |
| Ragnar és Ecbert találkozása utat nyit a későbbi kiegyezéshez. Borg jarl vaskézzel kormányozza Kattegatot, így Rollónak kell átvennie az irányítást.                     |     |                                      |                 |               |                                       |             |
| 14. | 5.  | Vérrel írt válasz (Answers in Blood) | Jeff Woolnough  | Michael Hirst | 2014. március 27. 2014. szeptember 3. | 3,35 millió |
| Lagertha támogatásával Ragnar lecsap, hogy visszaszerezze Kattegatot Borg jarttól Wessexben Athelstan hajdani keresztény hitével viaskodik.                              |     |                                      |                 |               |                                       |             |
| 15. | 6.  | Nincs bocsánat (Unforgiven)          | Jeff Woolnough  | Michael Hirst | 2014. április 3. 2014. szeptember 3.  | 2,96 millió |
| Horik Ragnamak szóló ajánlattal tér vissza Kattegatba. Lagertha hazatérése nem vált ki nagy lelkesedést a férjéből. Athelstan Ecbert király bizalmasává lép elő.         |     |                                      |                 |               |                                       |             |
| 16. | 7.  | A vérsas (Blood Eagle)               | Kari Skogland   | Michael Hirst | 2014. április 10. 2014. szeptember 3. | 3,09 millió |
| Ragnar és Horik király nem ért egyet abban, hogyan vegyenek elégtételt Borg jarlon. Aelle király Wessexbe érkezik. Ecbert új szövetségest keres.                         |     |                                      |                 |               |                                       |             |
| 17. | 8.  | A csonttalan (Boneless)              | Kari Skogland   | Michael Hirst | 2014. április 17. 2014. szeptember 3. | 2,91 millió |
| Aslaug hercegnő jóslata valóra válik, amikor újabb gyermeknek ad életet. Ragnar és Horik más-más elképzeléssel indul útnak Wessex felé.                                  |     |                                      |                 |               |                                       |             |
| 18. | 9.  | A választás (The Choice)             | Ken Girotti     | Michael Hirst | 2014. április 24. 2014. szeptember 3. | 3,11 millió |
| Ragnar viking harcosai Ecbert rezidenciája felé menetelnek, de meglepően ádáz fogadóbizottság várja őket A véres összecsapás átrendezi a viszonyokat.                    |     |                                      |                 |               |                                       |             |
| 19. | 10. | Mi atyánk (The Lord's Prayer)        | Ken Girotti     | Michael Hirst | 2014. május 1. 2014. szeptember 3.    | 3,37 millió |
| Ragnar és Horik király visszatér Kattegatba, és közeleg a végső leszámolás órája. Eljött az idő Ragnar számára, hogy új szövetségesekre támaszkodjon.                    |     |                                      |                 |               |                                       |             |

## Harmadik évad (2015)
| Sor. | Év. | Cím                               | Rendező        | Író           | Premier                                | Nézettség   |
| --- | --- | --------------------------------- | -------------- | ------------- | -------------------------------------- | ----------- |
| 20. | 1.  | Zsoldosok (Mercenary)             | Ken Girotti    | Michael Hirst | 2015. február 19. 2015. szeptember 5.  | 2,80 millió |
| Ragnar és Lagertha hajóin útra kel a csapat, melynek célja Wessex meghódítása. Ecbert király alkut ajánl. Ragnar meglepő szövetséget köt.                     |     |                                   |                |               |                                        |             |
| 21. | 2.  | A vándor (The Wanderer)           | Ken Girotti    | Michael Hirst | 2015. február 26. 2015. szeptember 5.  | 2.41 millió |
| Lagertha és Athelstan segít a Wessex-i viking település megalapításában. Titokzatos vándor érkezik Kattegatba, új értelmet adva a korábbi jóslatoknak.        |     |                                   |                |               |                                        |             |
| 22. | 3.  | A harcos végzete (Warrior's Fate) | Jeff Woolnough | Michael Hirst | 2015. március 5. 2015. szeptember 12.  | 2.41 millió |
| Ecbert király ellátogat a viking településre. A Wessex-i vikingek hadba vonulnak Mercia ellen. Siggy átlát Harbardon.                                         |     |                                   |                |               |                                        |             |
| 23. | 4.  | Sebek (Scarred)                   | Jeff Woolnough | Michael Hirst | 2015. március 12. 2015. szeptember 12. | 2.63 millió |
| A Wessex-i vikingek győzelmet aratnak, de Floki nem örül az Ecberttel kötött szövetségnek. Kwenthrith hercegnő előre kiszámított politikai lépéseket tesz.    |     |                                   |                |               |                                        |             |
| 24. | 5.  | A bitorló (The Usurper)           | Helen Shaver   | Michael Hirst | 2015. március 19. 2015. szeptember 20. | 2.61 millió |
| A flotta hazatér, ahol tragédia válla őket. Lagertha sürgeti Ragnart, hogy utazzanak Haithabuba visszaszerezni a címét. A látó cselszövést jövendöl Rollónak. |     |                                   |                |               |                                        |             |
| 25. | 6.  | Újjászületés (Born Again)         | Helen Shaver   | Michael Hirst | 2015.március 26. 2015. szeptember 20.  | 2.43 millió |
| A párizsi támadás előkészületei kapcsán Rollo eltűnődik a sorsán. Kalf megérkezik Kattegatba. Porunn és Judith is gyermeknek ad életet.                       |     |                                   |                |               |                                        |             |
| 26. | 7.  | Párizs (Paris)                    | Kelly Makin    | Michael Hirst | 2015.április 2. 2015. szeptember 20.   | 2.21 millió |
| A viking flotta érkezésére Párizsban kitör a pánik, de Odo gróf bizik benne, hogy a város felkészült a támadásra.                                             |     |                                   |                |               |                                        |             |
| 27. | 8.  | A kapukhoz (To the Gates!)        | Kelly Makin    | Michael Hirst | 2015.április 9. 2015. szeptember 20.   | 2.56 millió |
| Odo gróf parancsai nyomán Párizs bezárja kapuit, de a vikingek mindent megtesznek, hogy betörhessenek a városba.                                              |     |                                   |                |               |                                        |             |
| 28. | 9.  | Töréspont (Breaking Point)        | Ken Girotti    | Michael Hirst | 2015.április 16. 2015. szeptember 20.  |             |
| A vikingek frontális támadást intéznek Párizs ellen, és Károly királynak nehéz döntést kell hoznia. Judith maga is nehéz választás előtt áll.                 |     |                                   |                |               |                                        |             |
| 29. | 10. | A holt (The Dead)                 | Ken Girotti    | Michael Hirst | 2015.április 23. 2015. szeptember 20.  |             |
| Rollo végzete beteljesedik, és Bjorn lesz a vezér. Csak egy esély maradt Párizs bevételére, így Ragnar és vikingjei nagy kockázatot vállalnak.                |     |                                   |                |               |                                        |             |

## Negyedik évad (2016 - 2017)
| Sor. | Év. | Cím                                                                       | Rendező         | Író           | Premier                              |
| --- | --- | ------------------------------------------------------------------------- | --------------- | ------------- | ------------------------------------ |
| 30. | 1.  | Jogos árulás (A Good Treason)                                             | Ciarán Donnelly | Michael Hirst | 2016. február 18. 2016. december 2.  |
| Ragnart nyugtalanító álom gyötri, Aslaug válaszokat keres a jövőt illetően, Rollo nagy lépést tesz, Floki pedig összecsap Bjomnel.                                       |     |                                                                           |                 |               |                                      |
| 31. | 2.  | Haljon meg a királynő (Kill the Queen)                                    | Ciarán Donnelly | Michael Hirst | 2016. február 25. 2016. december 2.  |
| Bjom a túlélés módját keresi, Ubbe bebizonyítja szívósságát egy vadászaton, közben Floki körülményei rosszabbra fordulnak, Rollo pedig igyekszik beilleszkedni.          |     |                                                                           |                 |               |                                      |
| 32. | 3.  | Irgalom (Mercy)                                                           | Ciarán Donnelly | Michael Hirst | 2016. március 3. 2016. december 9.   |
| Ragnar és Ecbert ugyanazt a látomást látja, Rollo nem tudja meghódítani menyasszonyát, Bjom pedig vérengző ellenféllel találkozik a vadonban.                            |     |                                                                           |                 |               |                                      |
| 33. | 4.  | Yol (Yol)                                                                 | Helen Shaver    | Michael Hirst | 2016. március 10. 2016. december 9.  |
| Karácsonykor ropog a tűz a nagyteremben, és közös sors közelebb hozza Ragnart és Yidut. Közben Bjom az életéért és szerelméért harcol.                                   |     |                                                                           |                 |               |                                      |
| 34. | 5.  | Az ígéret (Promised)                                                      | Helen Shaver    | Michael Hirst | 2016. március 17. 2016. december 16. |
| Ragnar és Yidu továbbra is bizalmas viszonyban van. Váratlan vendég érkezik Kattegatba, és egy örömteli esemény váratlan fordulatot vesz.                                |     |                                                                           |                 |               |                                      |
| 35. | 6.  | Mi lehetett volna?! (What Might Have Been)                                | Ken Girotti     | Michael Hirst | 2016. március 24. 2016. december 16. |
| Ragnar, Lagertha és Harald vízre száll Párizs felé, de egy vihar letériti őket az útjukról Közben Ecbert szent küldetésre küldi Aethelwulfot és Alfredot.                |     |                                                                           |                 |               |                                      |
| 36. | 7.  | Haszon és veszteség (The Profit and the Loss)                             | Ken Girotti     | Michael Hirst | 2016. március 31. 2016. december 23. |
| Ragnar kétélű támadást jelent be Rollo ellen. Közben Harbard és Aslaug bensőséges pillanatokat él át, Flokinak pedig aggasztó látomása támad.                            |     |                                                                           |                 |               |                                      |
| 37. | 8.  | Hajók a sziklán (Portage)                                                 | Ken Girotti     | Michael Hirst | 2016. április 7. 2016. december 23.  |
| Ragnar képességeit megkérdőjelezik, Gisla fontos hírt jelent be, Yidu életbevágó döntést hoz, Rollo győzelme pedig elnyeri jutalmát.                                     |     |                                                                           |                 |               |                                      |
| 38. | 9.  | Körös-körül halál (Death All 'Round)                                      | Jeff Woolnough  | Michael Hirst | 2016. április 14. 2016. december 30. |
| Harald és Halfdan mindent elpusztít, amit ér. Lagerthát személyes kudarc éri, Alfred Rómában kitüntetésben részesül, Erlendur pedig bejelenti követelését.               |     |                                                                           |                 |               |                                      |
| 39. | 10. | Az utolsó hajó (The Last Ship)                                            | Jeff Woolnough  | Michael Hirst | 2016. április 21. 2016. december 30. |
| Charles életbevágó döntést hoz, Rollo és Ragnar elkeseredett összecsapása pedig akár a történelem menetét is megváltoztathatja.                                          |     |                                                                           |                 |               |                                      |
| 40. | 11. | A kívülálló (The Outsider)                                                | Daniel Grou     | Michael Hirst | 2016. november 30. 2017. május 16.   |
| Ragnar visszatér Kattegatba, és megkéri a fiait, hogy tartsanak vele Angliába. A családi ünnepség haraggal végződik, Ivart pedig rászedi egy rabszolgalány.              |     |                                                                           |                 |               |                                      |
| 41. | 12. | A látomás (The Vision)                                                    | Daniel Grou     | Michael Hirst | 2016. december 7. 2017. május 23.    |
| Bjom a Földközi-tengerhez készülődik, Ragnamak pedig nehézséget okoz legénységet szerezni saját hajóira. Aslaugnak rémisztő látomása támad.                              |     |                                                                           |                 |               |                                      |
| 42. | 13. | Két utazás (Two Journeys)                                                 | Sarah Harding   | Michael Hirst | 2016. december 14. 2017. május 30.   |
| Bjomnek alkut kell kötnie egy régi ellenségével, hogy valóra válthassa az álmát. Közben Ragnar új terveket készít, amikor a serege drasztikusan lecsökken.               |     |                                                                           |                 |               |                                      |
| 43. | 14. | A pirkadat előtti kétes órában (In the Uncertain Hour Before the Morning) | Sarah Harding   | Michael Hirst | 2016. december 21. 2017. június 6.   |
| Egy viking temetés után Lagertha végre eléri a célját. Ragnart elfogják, de miután megismerkedik egy új rokonával, a fettételekről tárgyal Ecbert királlyal.             |     |                                                                           |                 |               |                                      |
| 44. | 15. | Az úr minden angyala (All His Angels)                                     | Ciarán Donnelly | Michael Hirst | 2016. december 28. 2017. június 13.  |
| Ivart hazaküldik, miközben Ragnar a sorsára vár. Egy álruhás pap vigaszt nyújt neki. Ivar visszatérése fokozza Lagertha és Astrid félelmét a jövőtől.                    |     |                                                                           |                 |               |                                      |
| 45. | 16. | Válaszutak (Crossings)                                                    | Ciarán Donnelly | Michael Hirst | 2017. január 4. 2017. június 20.     |
| Ivar kihívás elé állítja Lagerthát, közben Ecbert és Aethelwulf nem ért egyet abban, hogy mekkora veszélyt jelent Ivar. Bjorn az embereivel kifoszt egy muzulmán várost. |     |                                                                           |                 |               |                                      |
| 46. | 17. | A nagy sereg (The Great Army)                                             | Jeff Woolnough  | Michael Hirst | 2017. január 11. 2017. június 27.    |
| Bjom visszatér Kattegatba, ahol testvéreivel hadsereget akarnak szervezni, hogy bosszút álljanak Ragnarért, de óva inti Ivart attól, hogy Lagertha ellen forduljon.      |     |                                                                           |                 |               |                                      |
| 47. | 18. | Bosszú (Revenge)                                                          | Jeff Woolnough  | Michael Hirst | 2017. január 18. 2017. július 4.     |
| Számos nemzet harcosai csatlakoznak a nagy sereghez. Ubbe és Margrethe lakodalmát egy szövetség pecsételi meg. Aelle király kegyetlen csatára készül.                    |     |                                                                           |                 |               |                                      |
| 48. | 19. | Előeste (On the Eve)                                                      | Ben Bolt        | Michael Hirst | 2017. január 25. 2017. július 11.    |
| Ecbert király és Aethelwulf herceg felkészül a közeledő viking hadsereg támadására. Közben Lagertha ádáz harcot viv Kattegat megszállóival.                              |     |                                                                           |                 |               |                                      |
| 49. | 20. | Leszámolás (The Reckoning)                                                | Ben Bolt        | Michael Hirst | 2017. február 1. 2017. július 18.    |
| Ecbert üdvözli a viking hadsereget, miután elkezdi tervezni saját bosszúját. Ragnar fiai számára keserédes a győzelem.                                                   |     |                                                                           |                 |               |                                      |

## Ötödik évad (2017-2019)
| Sor. | Év. | Cím                                               | Rendező           | Író           | Premier                              |
| --- | --- | ------------------------------------------------- | ----------------- | ------------- | ------------------------------------ |
| 50. | 1.  | A Halászkirály (The Departed)                     | David Wellington  | Michael Hirst | 2017. november 29. 2019. január 23.  |
| Ivar a nagy sereg számára kidolgozott, merész stratégiával próbálja meggyőzni Ubbét és Hvitserket. A szászok körében szent erő támad fel. Floki új útra tér.           |     |                                                   |                   |               |                                      |
| 51. | 2.  | Holt lelkek (The Departed)                        | David Wellington  | Michael Hirst | 2017. november 29. 2019. január 23.  |
| Lagertha nem örül Harald király visszatérésének Kattegatba. Szövetségek alakulnak az északiak ellen, akik a markukban tartják Yorkot. Floki viharos vizekre evez.      |     |                                                   |                   |               |                                      |
| 52. | 3.  | Haza (Homeland)                                   | Steve Saint Leger | Michael Hirst | 2017. december 6. 2019. január 30.   |
| Heahmund püspök és Aethelwulf mozgásba lendíti haditervét, és ez megosztja Ragnar fiait. Harald bemutatja Astridot az embereinek.                                      |     |                                                   |                   |               |                                      |
| 53. | 4.  | A terv (The Plan)                                 | Steve Saint Leger | Michael Hirst | 2017. december 13. 2019. január 30.  |
| Lagertha ajánlatot tesz Ubbénak, Astrid pedig fontolóra veszi Haraldét. Heahmund új támadási tervet eszel ki, Bjom pedig új horizontok felé indul.                     |     |                                                   |                   |               |                                      |
| 54. | 5.  | A Fogoly (The Prisoner)                           | Ciarán Donnelly   | Michael Hirst | 2017. december 20. 2019. február 6.  |
| Következő lépéseinek tervezésekor Ivar élénken érdeklődik Heahmund iránt. Floki visszatér Kattegatba. Bjorn rájön, hogy Afrikában nem minden az, aminek látszik.       |     |                                                   |                   |               |                                      |
| 55. | 6.  | Az üzenet (The Message)                           | Ciarán Donnelly   | Michael Hirst | 2017. december 27. 2019. február 6.  |
| Ivar - Heahmund kíséretében - megkörnyékezi Haraldot egy ajánlattal. Lagertha hatalma meginog, az egyik szövetséges pedig magas árat fizet a hűségéért.                |     |                                                   |                   |               |                                      |
| 56. | 7.  | Telihold (Full Moon)                              | Jeff Woolnough    | Michael Hirst | 2018. január 3. 2019. február 13.    |
| Bjom változásokat vezet be, amikor visszatér Kattegatba, ahol Lagertha háborúra készül Astrid nagy hírekkel szolgál, Floki csapatában pedig gyanakvás üti fel a fejét. |     |                                                   |                   |               |                                      |
| 57. | 8.  | A tréfa (The Joke)                                | Jeff Woolnough    | Michael Hirst | 2018. január 10. 2019. február 13.   |
| Testvér áll testvérrel szemben a Kattegatért folyó harcban. Van, aki régi adósságokat rendez, és van, aki kelepcét állít Floki és Alfred szép, új világról álmodozik.  |     |                                                   |                   |               |                                      |
| 58. | 9.  | Egyszerű mese (A Simple Story)                    | Daniel Grou       | Michael Hirst | 2018. január 17. 2019. február 20.   |
| A csata után új kapcsolatok és hűségeskük születnek. Közben Floki családi gondokkal szembesül, Alfred élete pedig megváltozik.                                         |     |                                                   |                   |               |                                      |
| 59. | 10. | Látomások (Moments of Vision)                     | Daniel Grou       | Michael Hirst | 2018. január 24. 2019. február 20.   |
| Ömlik a vér, és kötelékek bomlanak fel a Kattegatért folyó háborúban: Lagertha, Harald és Ubbe a szeretteikkel szállnak szembe a csatatéren.                           |     |                                                   |                   |               |                                      |
| 60. | 11. | Kinyilatkoztatás (The Revelation)                 | Ciarán Donnelly   | Michael Hirst | 2018. november 28. 2019. február 27. |
| A Kattegatért folyó ádáz küzdelem után Ivar továbbra is a bosszút hajszolja Bjorn kellemetlen hireket kap, Lagertha pedig egyre fogyatkozó lehetőségeit mérlegeli.     |     |                                                   |                   |               |                                      |
| 61. | 12. | Megátalkodott gyilkosok (Murder Most Foul)        | Ciarán Donnelly   | Michael Hirst | 2018. december 5. 2019. február 27.  |
| Politikai és szerelemi ármánykodás övezi Heahmund kapcsolatát Lagerthával, Ivar új hitvesét, valamint Alfred viselkedését lehetséges királynőjével szemben.            |     |                                                   |                   |               |                                      |
| 62. | 13. | Egy új isten (A New God)                          | Ciarán Donnelly   | Michael Hirst | 2018. december 12. 2019. március 6.  |
| Heahmund Lord Cuthred elleni sorsdöntő tettének következményei nagy visszhangot vetnek. Kattegatban Ivar nagyzási hóbortja baljós fordulatot vesz.                     |     |                                                   |                   |               |                                      |
| 63. | 14. | Elveszett pillanat (The Lost Moment)              | Steve Saint Leger | Michael Hirst | 2018. december 19. 2019. március 6.  |
| Ivar drámai áldozata gyanakvást kelt. Harald seregének közeledésével összeesküvést szőnek Alfred ellen. Egy tragédia következtében Floki megvilágosodik.               |     |                                                   |                   |               |                                      |
| 64. | 15. | Pokol (Hell)                                      | Steve Saint Leger | Michael Hirst | 2018. december 26. 2019. március 13. |
| A vikingekkel a háta mögött Alfred harcra készül Wessexért, közben egy aggasztó látomás meggyőzi Heahmundot, hogy lemondjon a vágyairól.                               |     |                                                   |                   |               |                                      |
| 65. | 16. | Buddha (The Buddha)                               | Steve Saint Leger | Michael Hirst | 2019. január 2. 2019. március 13.    |
| A csata után Ragnar fiai valóra váltják apjuk egyik legnagyobb álmát. Eközben Bjorn emberére akad, Hvitserk pedig új utat fedez fel.                                   |     |                                                   |                   |               |                                      |
| 66. | 17. | A legszörnyűbb borzalom (The Most Terrible Thing) | Helen Shaver      | Michael Hirst | 2019. január 9. 2019. március 20.    |
| Újabb fenyegetés közelít Wessex felé. Bjorn szövetkezik Haralddal. Ivar visszautasíthatatlan ajánlatot tesz Hvitserknek, Floki hitét pedig megrendítő csapás éri.      |     |                                                   |                   |               |                                      |
| 67. | 18. | Baldur (Baldur)                                   | Helen Shaver      | Michael Hirst | 2019. január 16. 2019. március 20.   |
| Ivar egyre könyörtelenebbé válik. Ubbe merész tervbe kezd a csata előtt. Judith meglepő felfedezést tesz, Hvitserk pedig meg akar ingatni egy szövetségest.            |     |                                                   |                   |               |                                      |
| 68. | 19. | A barlangban (What Happens in the Cave)           | David Wellington  | Michael Hirst | 2019. január 23. 2019. március 27.   |
| Ragnar fiait lassan eléri a végzet. Ivart kérdések foglalkoztatják Baldur kapcsán. Ubbe halálos párbajt vív. Floki megtalálja az elképzelhetetlent. Bjom hazaindul.    |     |                                                   |                   |               |                                      |
| 69. | 20. | Ragnarök (Ragnarok)                               | David Wellington  | Michael Hirst | 2019. január 30. 2019. március 27.   |
| Vérontás, árulás és látszólag kilátástalan helyzetek jellemzik a Kattegatért folyó utolsó ütközetet A támadást Bjom vezeti, a cél pedig a korona megszerzése Ivartól.  |     |                                                   |                   |               |                                      |

## Hatodik évad (2019-2020)
| Sor. | Év. | Cím                           | Rendező           | Író           | Premier            |
| --- | --- | ----------------------------- | ----------------- | ------------- | ------------------ |
| 70. | 1.  | New Beginnings                | Steve Saint Leger | Michael Hirst | 2019. december 4.  |
| Miközben Ivar a Selyemúton menekül, elkapják az oroszok. Bjorn elfoglalja Kattegat trónját, de Lagertha bejelenti, hogy visszavonul vidékre.                                |     |                               |                   |               |                    |
| 71. | 2.  | The Prophet                   | Steve Saint Leger | Michael Hirst | 2019. december 4.  |
| Bjom király vonakodva fogadja Harald király kérését, aki katonai támogatást szeretne. Ivart sokként éri, hogy a kijevi Oleg herceg erőszakkal akarja átvenni a hatalmat.    |     |                               |                   |               |                    |
| 72. | 3.  | Ghosts, Gods and Running Dogs | Steve Saint Leger | Michael Hirst | 2019. december 11. |
| A Lagertha körül kialakult közösséget megtámadják. Bjorn megkisérli kiszabadítani Haraldot, de tervét meghiúsítja Olaf király. Oleg herceg megerősíti hatalmát.             |     |                               |                   |               |                    |
| 73. | 4.  | All the Prisoners             | David Frazee      | Michael Hirst | 2019. december 18. |
| Olaf király meglepő ajánlatot tesz, amit Bjom képtelen visszautasítani. Lagertha csapatai visszavemek egy brutális támadást, de keserves áron. Ivar Oleg ellen áskálódik.   |     |                               |                   |               |                    |
| 74. | 5.  | The Key                       | David Frazee      | Michael Hirst | 2020. január 1.    |
| Gunnhild erősítéssel érkezik Lagertha falujába. A norvég jarlok és királyok új vezér választására készülnek Ivar szellemet lát a múltból.                                   |     |                               |                   |               |                    |
| 75. | 6.  | Death and the Serpent         | David Frazee      | Michael Hirst | 2020. január 8.    |
| A norvég királyi választás váratlan fordulatot vesz, ami következményekkel jár Bjom részére. Lagertha és emberei szembenéznek a banditákkal.                                |     |                               |                   |               |                    |
| 76. | 7.  | The Ice Maiden                | Steve Saint Leger | Michael Hirst | 2020. január 15.   |
| A frissen megkoronázott I-larald király börtönbe veti Olafot, amiért ellenezte a megválasztását. Bjom érzi, hogy tragédia készül Kattegatban. Ivar jó híreket kap Kijevben. |     |                               |                   |               |                    |
| 77. | 8.  | Valhalla Can Wait             | Katheryn Winnick  | Michael Hirst | 2020. január 22.   |
| Bjom visszatér Kattegatba gyászolni és bosszút állni. Ubbe és Torvi elhagyja a várost, Oleg támadást tervez, Harald király pedig titokzatos fosztogatókról hall.            |     |                               |                   |               |                    |
| 78. | 9.  | Resurrection                  | Daniel Grou       | Michael Hirst | 2020. január 29.   |
| Ubbe és Torvi titokzatos utazóval találkozik Izlandon, és új gyermek születik. Bjorn és Harald kénytelen szövetségre lépni, miközben egy rusz támadás veszélye fenyeget.    |     |                               |                   |               |                    |
| 79. | 10. | The Best Laid Plans           | Daniel Grou       | Michael Hirst | 2020. február 5.   |
| Úgy tűnik, Ivar szövetségesre talál Oleg ellen szőtt tervéhez, miközben Harald és Bjom törékeny szövetsége felkészül a rusz invázióra.                                      |     |                               |                   |               |                    |
| 80. | 11. | King of Kings                 | Daniel Grou       | Michael Hirst | 2020. december 30. |
| A súlyosan megsérült Bjorn megpróbálja még egyszer utoljára egyesíteni a népét, miközben a ruszok már a támadásra készülnek. Ubbe megtudja az igazat Kjefill múltjáról.     |     |                               |                   |               |                    |
| 81. | 12. | All Change                    | David Frazee      | Michael Hirst | 2020. december 30. |
| Ubbe meggyőzi az izlandi telepeseket, hogy induljanak vele felfedezőútra. A ruszok által elszenvedett vereség mind Kattegatban, mind Kijevben hatalmi űrt hagy maga után.   |     |                               |                   |               |                    |
| 82. | 13. | The Signal                    | David Frazee      | Michael Hirst | 2020. december 30. |
| Választást tartanak Kattegat új vezetőjéről, de egy váratlan látogató félbeszakítja az eseményeket Ivar belevág az Oleg megbuktatására irányuló terve megvalósításába.      |     |                               |                   |               |                    |
| 83. | 14. | Lost Souls                    | Helen Shaver      | Michael Hirst | 2020. december 30. |
| Miközben ellenségei szövetkeznek a hatalomért, Harald a saját koronázására készül, és királynét választ maga mellé. Ubbe csapata partot ér, de nem ott, ahol szeretne.      |     |                               |                   |               |                    |
| 84. | 15. | All at Sea                    | Helen Shaver      | Michael Hirst | 2020. december 30. |
| A grönlandi konfliktus vérontásba torkollik, ami menekülésre készteti Ubbét Ivar és Dir csapatai elfoglalják Kijevet Igor herceg nevében. Gunnhild végzetes döntést hoz     |     |                               |                   |               |                    |
| 85. | 16. | The Final Straw               | Paddy Breathnach  | Michael Hirst | 2020. december 30. |
| Ubbe a nyílt tengeren hánykolódik követőivel. Ivar és Hvitserk fagyos fogadtatásban részesül Kattegatban, amíg a nyughatatlan Ivamak látomása nem támad.                    |     |                               |                   |               |                    |
| 86. | 17. | The Raft of Medusa            | Paddy Breathnach  | Michael Hirst | 2020. december 30. |
| Ivar és Hvitserk Angliába vezeti Harald király seregét, ahol Wessex királya, Alfred elhagyja a királyi villát.                                                              |     |                               |                   |               |                    |
| 87. | 18. | It's Only Magic               | Steve Saint Leger | Michael Hirst | 2020. december 30. |
| Alfred király megbetegszik, miközben a viking sereg elfoglalja a magaslatot. Ingrid elátkozza Eriket. Ubbe és az emberei megtalálják az új világot — de nincsenek egyedül.  |     |                               |                   |               |                    |
| 88. | 19. | The Lord Giveth…              | Steve Saint Leger | Michael Hirst | 2020. december 30. |
| Ubbe és a telepesek megpróbálnak kapcsolatba lépni a bennszülöttekkel. Ivar stratégiája megsemmisítő csatába csalja Alfred erőit.                                           |     |                               |                   |               |                    |
| 89. | 20. | The Last Act                  | Steve Saint Leger | Michael Hirst | 2020. december 30. |
| Ubbe találkozik egy régi barátjával, és itélkeznie kell egy gyilkos felett. Alfred és Ivar seregei összecsapnak, miközben a két hadvezér a saját Istenétől vár segitséget.  |     |                               |                   |               |                    |